# ТЕС Муара-Каранг
6°6′38″ пд. ш. 106°47′7″ сх. д. / 6.11056° пд. ш. 106.78528° сх. д.
ТЕС Муара-Каранг – теплова електростанція на заході індонезійського острова Ява, розташована у портово-індустріальній зоні столиці Індонезії Джакарти. 
У 1979 році на майданчику станції стали до ладу три парові турбіни потужністю по 100 МВт, які у 1981 та 1982 роках доповнили двома паровими турбінами потужністю по 200 МВт. 
В 1992-му ввели в дію три встановлені на роботу у відкритому циклі газові турбіни потужністю по 108 МВт, які вже за три роки доповнили котлами-утилізаторами та паровою турбіною з показником 185 МВт, що дозволило створити енергоефективний блок комбінованого парогазового циклу. 
В 2011-му став до ладу другий парогазовий блок потужністю 720 МВт, у якому дві газові турбіни потужністю по 250 МВт живлять через котли-утилізатори три парові турбіни з показниками по 75 МВт. Останні розмітили в існуючому машинному залі на місці демонтованих у 2010 році старих парових турбін №1 – 3.
В 2021-му на ТЕС ввели в експлуатацію ще один парогазовий блок потужністю 500 МВт, який має одну газову турбіну, що живить через котел-утилізатор одну парову турбіну. Паливна ефективність цього блоку досягнула 62%.
Первісно станція використовувала нафтопродукти, подача яких здійснювалась від розташованої за 4 км точки швартування танкерів, а для зберігання спорудили три резервуари загальним об’ємом 63 тис м3. В 1990-х роках ТЕС перейшла на природний газ, який подали до Джакарти по трубопроводу Арджуна – Муара-Каранг. З першої половини 2010-х провідну роль у забезпеченні блакитним паливом отримав плавучий регазифікаційний термінал Nusantara Regas Satu.
Для охолодження використовують морську воду.
Видача продукції відбувається по ЛЕП, розрахованим на роботу під напругою 500 кВ та 150 кВ.